# مارک فن در لیندن
مارک فن در لیندن (هلندی: Marc Van Der Linden؛ زادهٔ ۴ فوریهٔ ۱۹۶۴) بازیکن فوتبال اهل بلژیک بود.
از باشگاه‌هایی که در آن بازی کرده‌است می‌توان به باشگاه فوتبال خنت، باشگاه فوتبال اندرلشت، و باشگاه فوتبال رویال آنتورپ اشاره کرد.
وی همچنین در تیم ملی فوتبال بلژیک بازی کرده‌است.